# レディ in ホワイト
『レディ in ホワイト』は、2018年公開の日本映画。

## キャスト
- 如月彩花 - 吉本実憂[1]
- 松山翔平 - 波岡一喜
- 猪瀬康太 - 矢本悠馬
- 相川來未 - 久住小春
- 酒田稔(部長) - 吹越満
- 梶原博 - 宮川浩明
- 結城美晴 - 笛木優子
- 岩熊重雄 - 國本鍾建
- 三浦拓馬 - 中島広稀
- 桜田由紀 - 小山田サユリ
- 如月修二 - 利重剛
- 如月早苗 - いとうまい子
- 遠藤翔子 - 鈴木茜音[2]

## スタッフ
- 監督：大塚祐吉
- 脚本：能登秀美
- 製作：田上英樹・橋下知鑑
- プロデューサー：二村慈哉
- アソシエイトプロデューサー：中林広樹
- ラインプロデューサー：藤原健一
- 撮影：ふじもと光明
- 録音：西岡正巳
- 美術：菊池章雄
- 衣装：根本健一
- 録音：椎名倉平
- 音楽スーパーバイザー：花崎雅芳
- 音楽：コーニッシュ＆カプリチオ・プロジェクト
- 音楽協力：カプリチオ・ミュージック
- 企画制作：テレビ大阪サービス
- 制作：フライング・ボイス
- 制作協力：ANGLE
- 配給：太秦[3]

## オープニング・テーマ
- 内藤慎也（Capriccio Project）God’s in Heaven. All’s Right with The World

## エンディング・テーマ
- 内藤慎也（Capriccio Project）Tomorrow is Another Day